# 少裂西藏白苞芹
少裂西藏白苞芹（学名：Nothosmyrnium xizangense var. simpliciorum）是伞形科白苞芹属西藏白苞芹的变种。分布在中国大陆的西藏等地，生长于海拔3,100米至3,400米的地区，一般生于山坡林间草地及河滩上。